# マラーター
マラーター（マラーティー語：मराठा, 英語：Marāthā）は、インドの民族であり、 カースト集団の一つ。マラーター人（族）、マラーティー人（Marathi people）とも呼ばれる。マラータともカナ表記されるが、原音での発音により忠実な表記はマラーターである。

## 概要

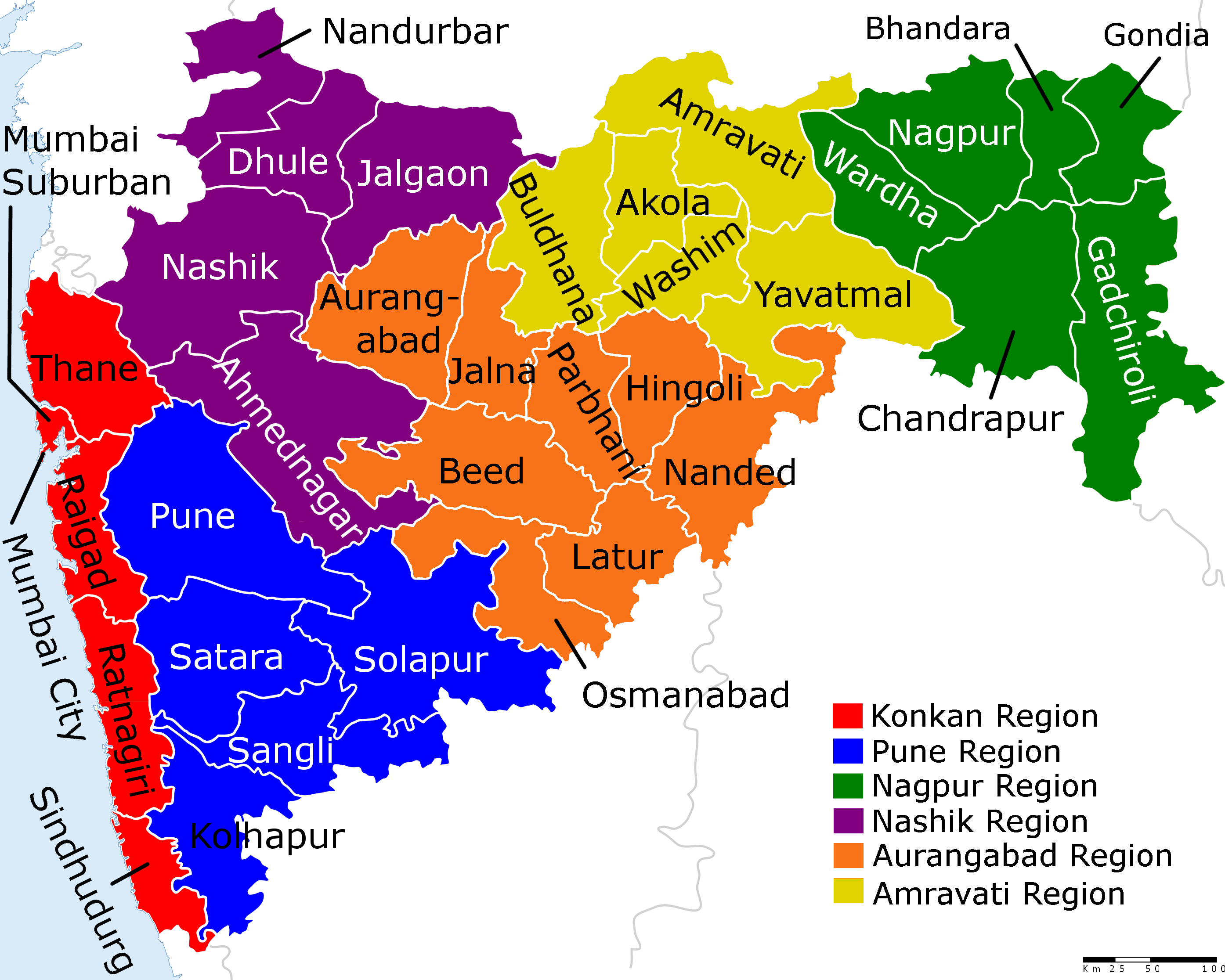
マハーラーシュトラ地方

マラーターはカースト集団としては、中世に現れた比較的新しいカースト集団であり、その起源はクンビーと呼ばれる農耕カーストから派生したとされる。民族的にはインド・アーリヤ人とドラヴィダ人との混血とする説もある。
なお、このカーストは単一のヴァルナから形成されるカースト集団ではなく、バラモン、クシャトリヤ、ヴァイシャ、シュードラ、不可触民といった区別があるカースト集団である。とはいえ、マラーター民族としてはクシャトリヤを自称しており、ヒンドゥー教に基づく独特の価値観を形成している。
マラーターの本来の居住地はマハーラーシュトラ地方であるが、後述するマラーターの勢力拡大もあって、現在はグジャラート州、ゴア州、マディヤ・プラデーシュ州、アーンドラ・プラデーシュ州 、カルナータカ州、テランガーナ州、タミル・ナードゥ州など広い地域に分布している。
17世紀、18世紀には、シヴァージー、バージー・ラーオなど著名な武人、政治家を輩出した。

## 歴史

### 初期のマラーター
いつごろかは不明だが、マラーターはクンビーと呼ばれる集団が母集団から分離して派生し、マハーラーシュトラ地方に居住したとされる。クンビー・カーストからは完全に分かれ、閉鎖的なカーストとなったのかもいつごろかはわかっていない。ただ、13世紀頃にクシャトリヤのカーストに属すると主張する集団が現れ、マラーターを自称する集団が現れたという。
15世紀末にデカンのバフマニー朝が分裂し、16世紀にデカン・スルターン朝の5王国が割拠すると、クシャトリヤと自称する勇猛果敢な戦士であるマラーターは、その傭兵として活躍した。
特にデカン西部のアフマドナガル王国とビジャープル王国の領土にはマラーターが多く居住し、多くのマラーターの豪族が家臣となっていた。これら豪族の多くは50前後から成る地域社会（地域共同体）の世襲的な首長であった。両国はこの地域社会をそのまま郡や郷といった行政単位として扱ったため、彼らは「郷主」と呼ばれた。

### シヴァージーとマラーター王国の成立

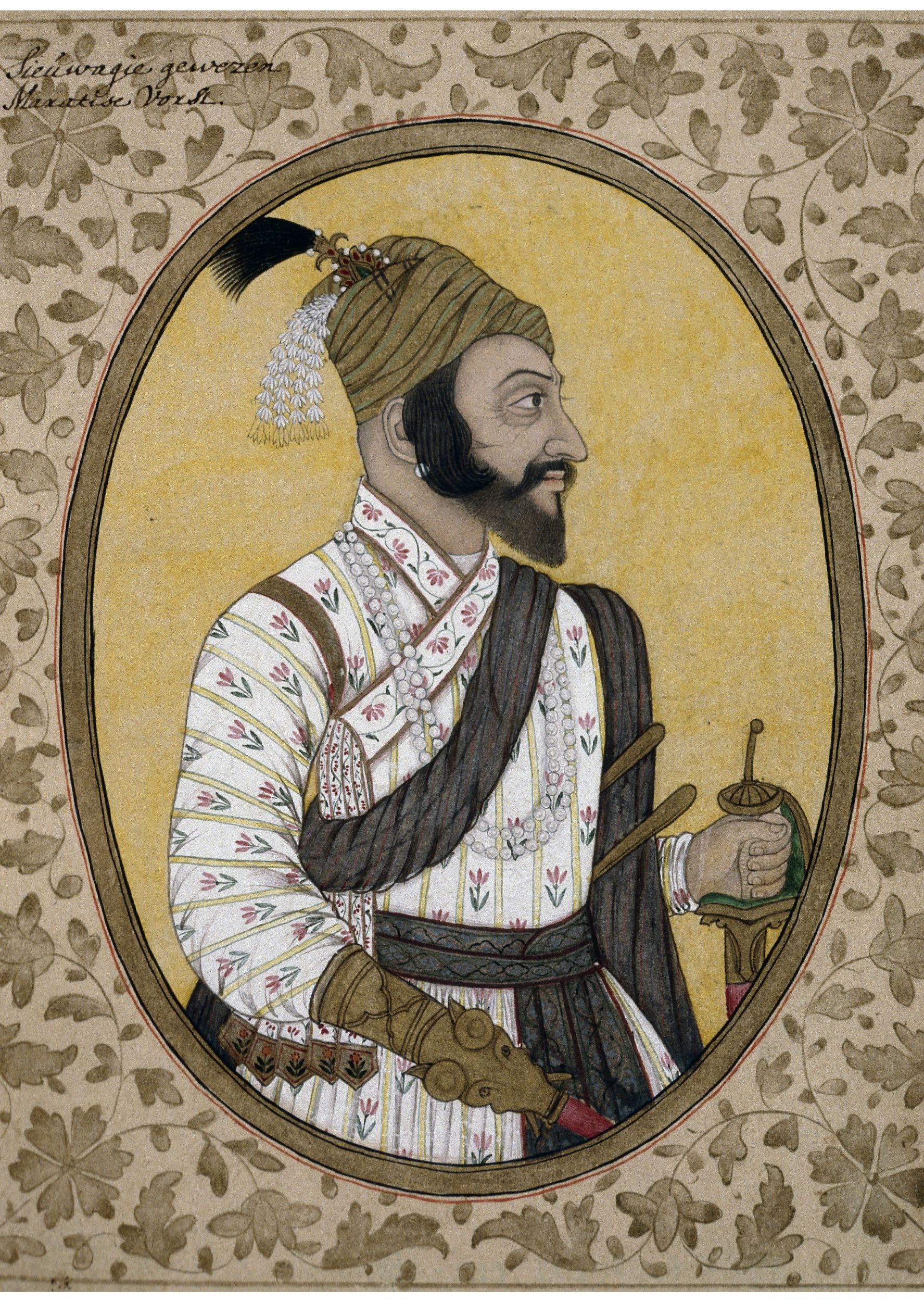
シヴァージー

1636年、アフマドナガル王国がムガル帝国に滅ぼされると、その武将であったマラーター豪族のシャハージーはビジャープル王国の武将となり、プネーに封土を与えられた。その息子がシヴァージーである。
シヴァージーはやがてマラーター勢力を結集し、王国に対して反乱を起こし、その過程で多くの郷主を従え、コンカン地方に一大勢力を築いた。1660年以降、ムガル帝国の皇帝アウラングゼーブに直接対決を挑み、軽騎兵を巧みに操る戦法をとり、重装備の帝国軍を翻弄し、帝国領の各地を略奪した。
1674年、シヴァージーはマラーター王として即位式を挙げ、彼を祖とするマラーター王国を創始した。彼は即位に際して、マラーター・カーストがクシャトリヤのカーストと認められていることにこだわり、バラモンらにマラーターがクシャトリヤであることを認めさせている。なお、翌年には弟のヴィヤンコージーもタミル地方にタンジャーヴール・マラーター王国を創始している。
シヴァージーはデカンにヒンドゥーの復興をめざし、ムスリム勢力であるデカンのビジャープル王国、ゴールコンダ王国、北インドのムガル帝国と戦い続けたが、1680年に死亡した。

### デカン戦争・アウラングゼーブとの戦い

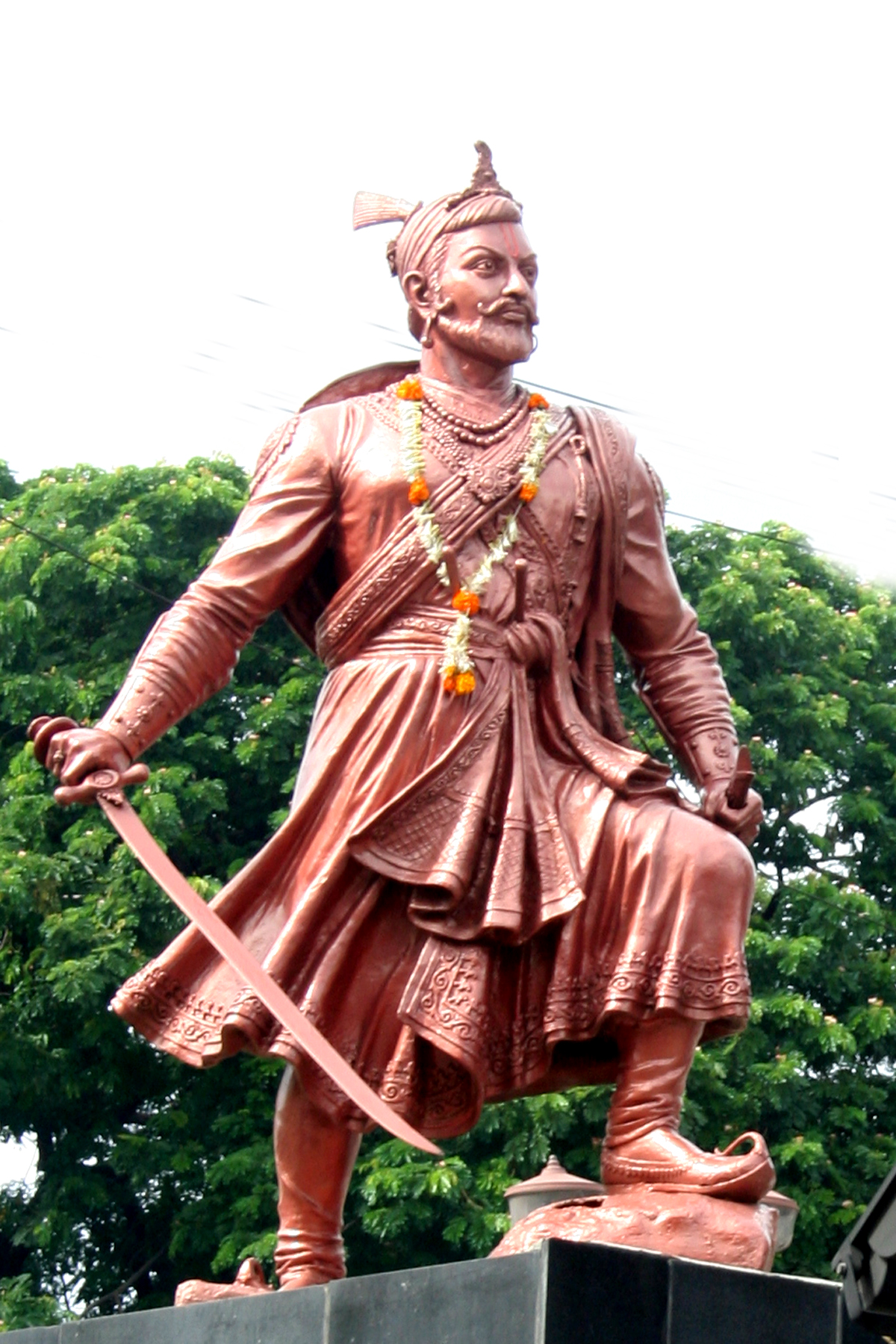
サンバージー

シヴァージーの死後、同年に息子のサンバージーが王位を継承したが、アウラングゼーブはシヴァージーの死を見てデカンに大挙南下した（デカン戦争）。
1686年にビジャープル王国が、1687年にゴールコンダ王国がムガル帝国にそれぞれ滅ぼされたのち、ムガル帝国とマラーター勢力は直接対決となった。だが、サンバージーは次第に劣勢になってゆき、1689年に捕えられて処刑された。
危機に陥ったマラーター王国はその弟ラージャーラームを擁し、南インドのタミル地方へと逃げ、シェンジに籠城して戦った（シェンジ包囲戦）。
シェンジ落城後、サーターラーに戻ったマラーター勢力は勢いを盛り返し、ムガル帝国領各地で襲撃を繰り返し、1707年にアウラングゼーブが死ぬと帝国軍はデカンから撤退した。

### マラーター勢力の拡大

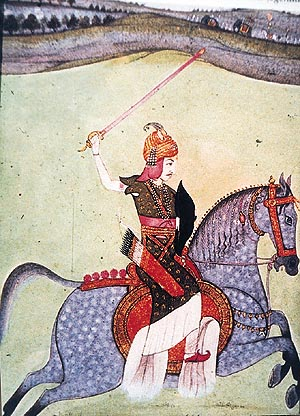
バージー・ラーオ

1708年、マラーター王国を中心にマラーター同盟が結成され、徐々にムガル帝国に反撃を開始した。
1713年、マラーター王シャーフーは自身に最も忠実だったバーラージー・ヴィシュヴァナートを宰相（ペーシュワー）に任命した。間もなくしてマラーター王からバラモン階級の王国宰相に実権が移った。
1720年にバーラージーが死ぬと、息子バージー・ラーオが王国の宰相となった。彼は卓越した軍事的才能を持ち、シヴァージーの再来ともいえる偉大な人物であった。彼は南インドに遠征したのち、北インドへとマラーターの勢力拡大を図った。
そして、その時代にマラーターの勢力はデカンを越え、南インドと北インドを勢力圏とし、1737年にはデリーにまで進出した。この過程で遠征で活躍した諸侯（サルダール）封土と征服地を封土として認められ、多くの人々がそれらの地に移住した。
また、その息子で宰相バーラージー・バージー・ラーオの時代には、マラーターはベンガル地方とパンジャーブ地方にまで進出した。

### マラーターの凋落とイギリスへの従属
マラーターは北インドにおけるアフガン勢力との衝突（アフガン・マラーター戦争）の結果、1761年1月14日に第三次パーニーパトの戦いで全面衝突したが大敗し、主だった武将らをはじめ数万の犠牲者を出してしまった。
これにより、マラーター同盟の結束は事実上崩壊し、マラーター王国、シンディア家、ホールカル家、ボーンスレー家、ガーイクワード家、5つの勢力が分立する形となった。そして、宰相位をめぐる争いが勃発したとき、当時インドの植民地化を進めていたイギリスの介入を許すこととなった。
とはいえ、誇り高きマラーターの戦士らがイギリスの支配を簡単に受け入れるはずがなかった。第一次マラーター戦争、第二次マラーター戦争において、イギリスはマラーター同盟を崩すことに失敗したのみならず、結果的に大きな損失を出している。特に第二次マラーター戦争では、ヤシュワント・ラーオ・ホールカルの奮戦が目立った。
だが、第二次マラーター戦争を引き起こした王国宰相であるバージー・ラーオ2世は再び戦禍を招き入れ、1817年から1818年にかけて行われた第三次マラーター戦争でイギリスはマラーター同盟を制圧した。これにより、マラーターの支配領域すべてが、イギリス直轄領と藩王国となった。

### 独立運動とマラーター

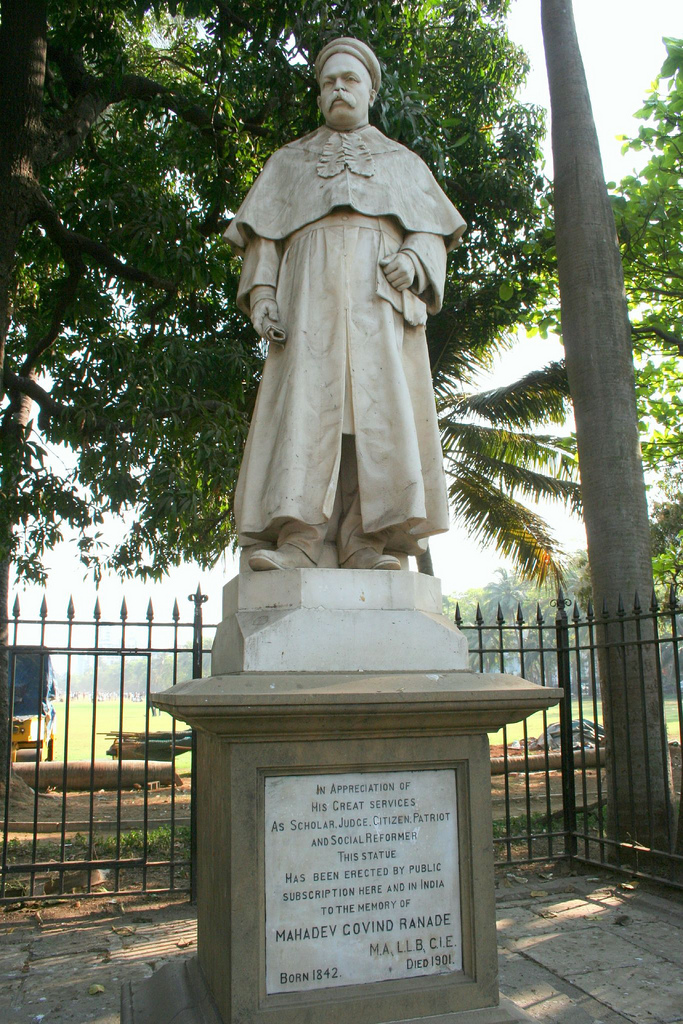
マハーデーヴ・ゴーヴィンド・ラーナデー

しかし、19世紀後半にインド大反乱がおきると、バージー・ラーオ2世の養子ナーナー・サーヒブやジャーンシーの藩王妃ラクシュミー・バーイーが蜂起したのをはじめ、マラーターは蜂起し、反乱に参加した。
20世紀にインド独立運動が盛んになると、マハーラーシュトラ地方でもマラーターが独立運動をはじめ、バール・ガンガーダル・ティラク、マハーデーヴ・ゴーヴィンド・ラーナデー、ゴーパール・クリシュナ・ゴーカレー、ビームラーオ・ラームジー・アンベードカルといった人々を輩出した。そのうち、前者三人はバラモンであったが、後者は不可触民とその身分はかけはなれていた。
いずれにせよ、マラーターの人々はインド独立運動で大きな役割を果たした。現在、マラーターの政党であるシヴ・セーナーはムンバイの市政を握り、マハーラーシュトラ州でも強い影響力を持っている。

## 著名なマラーターの人物
- シヴァージー
- サンバージー
- バージー・ラーオ
- ヤシュワント・ラーオ・ホールカル